# Момчило Вукоје
Момчило Вукоје (12. јул 1952, Билећа) је био југословенски и српски фудбалер и репрезентативац СФРЈ.
Почео је да игра у ФК Херцеговац из Билеће, а 1971. прешао је у ФК Вележ Мостар, за који је играо 14 година. Са екипом "Вележа" био је државни вицешампион (1972/73. и 1973/74), а 1981. освојио је Куп Југославије. За репрезентацију СФРЈ одиграо је осам утакмица (1973-1975). Фудбалску каријеру завршио је 1985.